# Josip Kurevija
Josip Kurevija (Zenica, 18. listopada 1957.), hrvatski pjesnik i novinar iz Bosne i Hercegovine. Po struci elektromehaničar, diplomirani filozof i sociolog. Živi i radi u Busovači.

## Životopis
Rođen je u Zenici 18. listopada 1957. godine u radničkoj obitelji. U rodnom gradu završio osnovnu i srednju elektrotehničku školu. Zaposlio se u Željezari Zenica (RMRU) kao elektromehaničar za održavanje industrijske automatike na četvrtoj visokoj peći. Studirao uz rad. Diplomirao 2006. godine filozofiju i sociologiju na Filozofskom fakultetu u Sarajevu.
Godine 1993. s obitelji preselio iz Zenice u Busovaču gdje je 6 godina poslije sagradio obiteljsku kuću. Pisao novinarske priloge od 1995. do 2003. godine za Slobodnu Dalmaciju, Sportske novosti i mnoge druge listove i publikacije. Aktivni sudionik kulturnog i športskog života Busovače.
Od rane mladosti piše pjesme. Aktivno piše poeziju zadnjih godina. Napisao nekoliko zbirka pjesama.

## Djela
Napisao je četiri zbirke pjesama:
- "Dno dubine" (objavio 2007.)
- "Tajna tajne" (u pripremi za tisak)
- "Igra igre"  (u pripremi za tisak)
- "San snova"  (u pripremi za tisak)